# Bundesrealgymnasium Bad Vöslau – Gainfarn
Das Bundesrealgymnasium Bad Vöslau – Gainfarn (kurz BRG Bad Vöslau – Gainfarn oder Gymnasium Bad Vöslau) ist ein Realgymnasium in der Petzgasse der Niederösterreichischen Stadt Bad Vöslau.

## Geschichte
Das Gebäude, in dem jetzt das Gymnasium untergebracht ist, war ursprünglich Sitz einer Forstschule. Die Forstschule wurde 1957 im Schloss Gainfarn eröffnet, ab 1972 als Höhere Lehranstalt für Forstwirtschaft geführt. Ab dem Schuljahr 1983/84 übersiedelte die Schule an den Standort Petzgasse. Ab 2005 wurde der Standort Petzgasse als Expositur des BG und BRG Baden geführt und per Verordnung des LSR f.NÖ*** ab 1. September 2015 als selbständige Bildungseinrichtung (Bundesrealgymnasium Bad Vöslau-Gainfarn) geführt. Ab 2012 wurde das Gebäude renoviert und modernisiert. Um Platz zu schaffen, wurden auf dem Gelände der ehemaligen Forstschule mehrere Gebäude abgerissen. In einer zweiten Bauphase wurden die verbliebenen Gebäude saniert, aber auch neue Räume geschaffen.

### Die Schule heute
Die Direktorin ist Claudia Liebl. Ein Schwerpunkt der Schule ist Sport.

## Architektur
Das heutige Schulgebäude wurde nach einem Wettbewerb neu gestaltet und besticht durch seinen modernen und offenen Charakter.

## Lagebeschreibung
Die Schule liegt in der Gemeinde Bad Vöslau, im Ortsteil Gainfarn. Eine öffentliche Anbindung besteht mit der Buslinie 556.